# 피어리크로스 암초

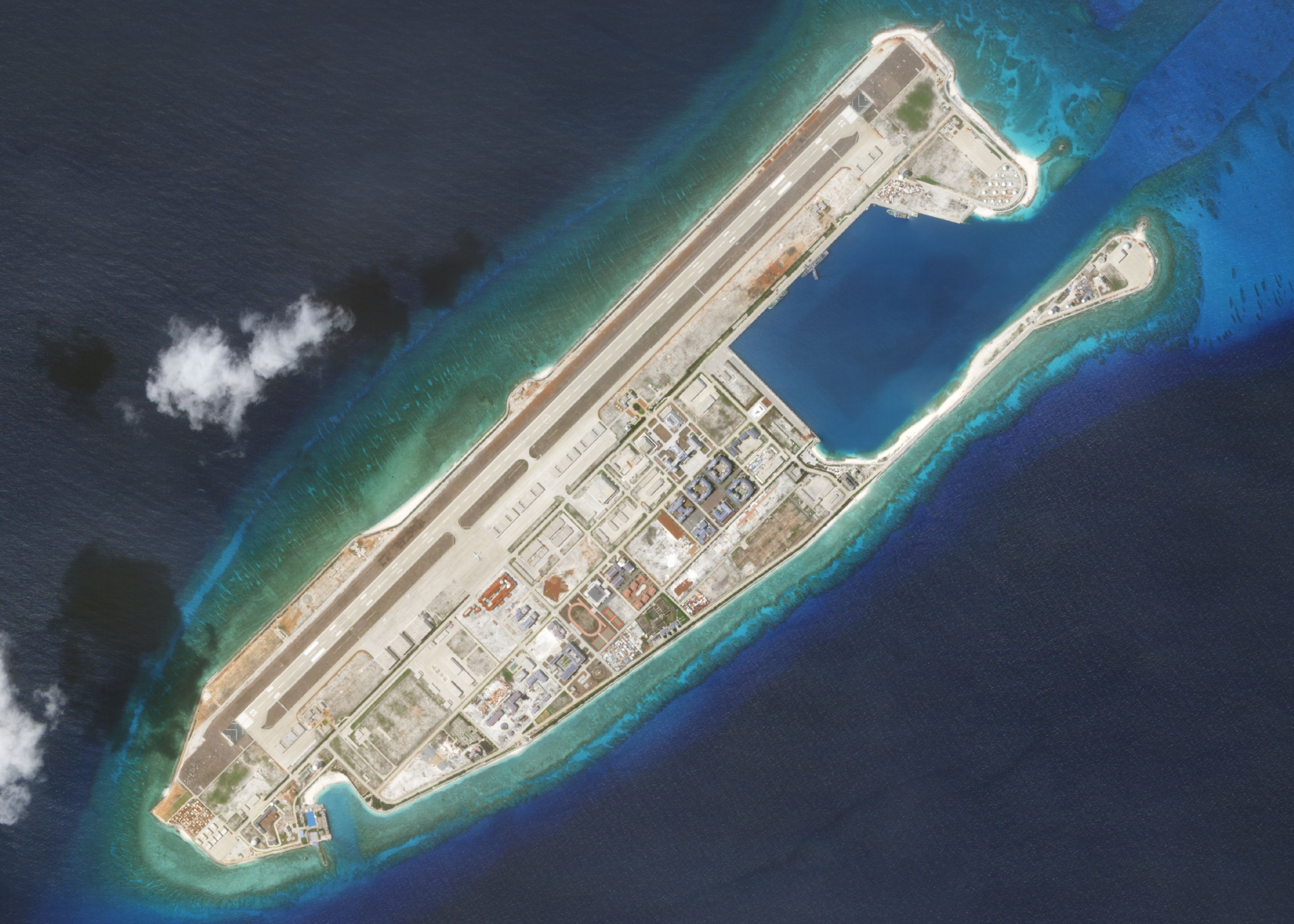
2020년에 스카이셋으로 촬영된 모습

피어리크로스 암초(Fiery Cross Reef) 또는 융슈섬(永暑礁, 영서초)은 남중국해 스프래틀리 군도에서 제일 큰 암초(매립지 포함)이다. 중화인민공화국과 필리핀, 베트남 등의 나라가 영토 분쟁 중인 지역이다. 중화인민공화국이 실효지배하고 있으며, 레이더 기지와 활주로를 세워 군사기지화 하고 있다.

## 같이 보기
- 미스치프 암초
- 구단선